# Lewes
Lewes – miasto i civil parish w Anglii, ośrodek administracyjny hrabstwa East Sussex i dystryktu Lewes. W 2011 roku civil parish liczyła 17 297 mieszkańców. Położone nad rzeką Ouse. Miasto o bogatej historii, sięgającej początków państwowości Anglii. Dominującą nad miastem budowlą jest zamek. Miasto posiada własny środek płatniczy, jakim jest funt miasta Lewes. Lewes jest wspomniane w Domesday Book (1086) jako Lewes/Lau(u)es.

## Lewes F.C.
W 1885 w mieście został założony klub piłkarski Lewes F.C. W sezonie 2008/2009 uczestniczył w rozgrywkach Conference National, stanowiących piąty poziom ligowy w Anglii.

## Miasta partnerskie
- Waldshut-Tiengen, Niemcy
- Blois, Francja